# 重松基吉
重松基吉（しげまつ もときち、文政7年（1824年） - 明治7年（1874年）4月13日）は、江戸時代後期（幕末）の佐賀藩士。佐賀の乱の首謀者の一人。佐賀の七賢人の一人島義勇の弟。

## 経歴
文政7年（1827年）、佐賀城下の精小路に島義勇の弟として生まれる。兄とともに藩校弘道館で学び、長じて重松家の養子となる。
鍋島閑叟に重用され、上佐賀、横辺田の代官を務めた後、鍋島家の江戸藩邸公用人となる。しかし、明治維新後は無役となり、新政府の士族に対する政策に不満を持つグループが兄義勇を盟主に「憂国党」を結党するとその会軸（幹部）となった。
1874年、憂国党は江藤新平を党首とする「征韓党」とともに佐賀の乱を引き起こすが、準備不足もあり短期間で敗色が濃厚となる。その際基吉は同じく憂国党の幹部である中川義純と共に兄の命で島津久光に休戦の仲介を頼みに鹿児島に向かった。2人は久光から征討軍を率いる大久保利通に使者を送らせることには成功したが、大久保はこれを拒否した上、2人を捕えさせている。その後行われた裁判で兄義勇、弟で憂国党の実質的な指導者であった副島義高らと共に死罪となった。墓所は佐賀市の西光寺。

## 参考資料
- 鈴木鶴子著『江藤新平と明治維新』朝日新聞社、1989年
- 落合弘樹『明治国家の情報収集と地方統治』明治大学人文化学研究所紀要、2007年
- 『浦久平書翰』明治3年2月7日